# Nokia Cup 1999
Nokia Cup 1999 - жіночий тенісний турнір, що проходив на закритих кортах з килимовим покриттям у Простейові (Чехія). Належав до турнірів 4-ї категорії в рамках туру WTA 1999. Турнір відбувся лише раз і тривав з 8 до 14 лютого 1999 року. Генрієта Надьова здобула титул в одиночному розряді.

## Фінальна частина

### Одиночний розряд
Генрієта Надьова —  Сільвія Фаріна, 7–6(7–2), 6–4
- Для Надьової це був єдиний титул за сезон і 7-й — за кар'єру.

### Парний розряд
Александра Фусаї /  Наталі Тозья —  Квета Грдлічкова /  Гелена Вілдова, 3–6, 6–2, 6–1

## Учасниці

### Сіяні учасниці
| Країна     | Гравчиня             | Рейтинг | Сіяна |
| ---------- | -------------------- | ------- | ----- |
| Франція    | Наталі Тозья         | 10      | 1     |
| Бельгія    | Домінік Ван Рост     | 11      | 2     |
| Італія     | Сільвія Фаріна       | 21      | 3     |
| Словаччина | Генрієта Надьова     | 30      | 4     |
| Франція    | Александра Фусаї     | 38      | 5     |
| Іспанія    | Марія Санчес Лоренсо | 40      | 6     |
| Румунія    | Руксандра Драгомір   | 42      | 7     |
| Франція    | Наталі Деші          | 44      | 8     |

### Інші учасниці
Нижче наведено учасниць, які отримали вайлдкард на участь в основній сітці:
- Міхаела Паштікова
- Ленка Немечкова

Нижче наведено учасниць, що отримали вайлдкард на участь в основній сітці в парному розряді:
- Генрієта Надьова /  Ленка Немечкова

Нижче наведено гравчинь, які пробились в основну сітку через стадію кваліфікації:
- Деніса Хладкова
- Юлія Абе
- Аманда Гопманс
- Анка Барна

Як щасливий лузер в основну сітку потрапили такі гравчині:
- Катаріна Студенікова